# Buck-Tick
Buck-Tick (яп. バクチク) — японський рок-гурт. Заснована в 1983 році в місті Фуджіока, Ґумма, група існує в незмінному складі з 1985 року.
У 1987 році вони першими на інді-сцені випустили свій альбом не тільки в форматі LP, а й на компакт-дисках (перший альбом групи «HURRY UP MODE»). Вони практично першими показали у своїх кліпах фан-сервіс. Також Buck-Tick є однією з перших груп, що зняли відео кліпи для всіх пісень в своєму альбому (альбом «Aku no Hana», 1990 рік). Нарівні з X Japan вважаються засновниками стилю visual kei.
Buck-Tick працювали в багатьох музичних жанрах, але, попри це, група володіє своїм впізнаваним звучанням. Кожен їхній новий альбом виконаний в унікальному стилі і не схожий на попередні.
Крім роботи в групі, учасники Buck-Tick співпрацювали з багатьма відомими музикантами, як японськими, так і зарубіжними, займалися сольними роботами і створили кілька успішних сайд-проєктів.
І, як і раніше, попри солідний для групи вік, вони не тільки зберігають старих фанатів, а й постійно залучають нових, створюючи нові альбоми та експериментуючи з новими стилями. В даний час, група має численних фанатів не тільки в Японії, але і в США, Канаді, Україні, Бразилії, Іспанії, Кореї, Нідерландах, Франції, Німеччини, Великій Британії, Італії та інших країнах світу.

## Біографія
Група почала свою історію в 1983 році під назвою «Hinan Go-Go» («hinan» у перекладі з японської — «критика»). Її засновниками стали два друга з міста Фуджіока: Хісаші Імаї і Ютака Хіґучі. У перший рік свого існування група грала суто кавери.

### Початок (1980-ті роки)
Незабаром до групи приєдналися Хідехіко Хошіно (гітара), Аракі (вокал) і Ацуші Сакураї (ударні). З цим складом у групи з'являється перша власна пісня, написана Імаї. Закінчивши школу, Імаї і Аракі переходять вчитися в Токіо. Через рік в Токіо переїжджають і Хідехіко Хошіно з Ютака Хіґучі. Сакураї залишається вдома, і група грає тільки по вихідним, коли всі учасники можуть зібратися на репетицію, вільні від навчання.
Влітку 1984 року колектив змінює свою назву на «BUCK-TICK» (вільне написання японського слова «bakuchiku» — «феєрверк»). Групу покидає Аракі, і його місце біля мікрофона займає Сакураї. Барабанщиком групи стає старший брат Ютака Хіґучі — Толл Яґамі. Таким склад гурту залишається досі.
У 1986 році група підписує контракт з незалежним лейблом «Taiyo Records» і випускає свій перший сингл «To-Search». У квітні 1987 року виходить перший альбом «Hurry Up Mode».
У 1987 році на одному з провідних лейблів Victor виходить другий альбом «Sexual XXXXX!». Група стає популярною. 1988 року колектив записує третій альбом «Seventh Heaven».
У вересні 1988 року група вирушає до Лондона для запису альбому «Taboo». Записується сингл «Just One More Kiss». У тому ж році група виграє в номінації «Новачок року» на Japan Record Awards.
У травні 1989 року група вирушає в тур на підтримку альбому «Taboo», але змушена його перервати у зв'язку з арештом Хісаші Імаї за зберігання ЛСД. Шанувальники і преса стурбовані питанням — чи не призведе це до розпаду групи, але восени 1989 року BUCK-TICK повертаються в студію і записують спочатку сингл, а потім і альбом «Aku no Hana» (яп. «Квіти Зла», на честь однойменного твору Шарля Бодлера).

### Розвиток (1990-ті роки)
У 1990 році BUCK-TICK знову вирушає в турне, а влітку записує альбом «Symphonic Buck — Tick in Berlin», на якому виконує свої пісні у супроводі Берлінського камерного оркестру. Восени приступають до запису синглу «Speed» та альбому «Kurutta Taiyou» (яп. «Божевільне Сонце»), що вийшов в наступному році. Майже всі пісні написані Сакураї. Звучання групи ускладнюється і стає глибше, використовуються тільки що створені MIDI-ефекти. 24 лютого група дає унікальний, на ті часи, концерт «Satellite Circuit» (англ. «Супутникова Зв'язок»), записаний у студії і трансльований по кабельному телебаченню. Виходять сингли «M · A · D» і «Jupiter».
У 1992 році група випускає альбом власних рімейків «Koroshi no Shirabe This Is NOT Greatest Hits» (яп. «Мелодії Вбивства Це не найбільші хіти») і вирушає в грандіозний тур, що закінчився дводенним живим шоу в Йокогамі під назвою «Climax Together» (англ. «Клімакс Разом»).
21 травня 1993-го BUCK-TICK випускає сингл «Dress» — це одна з найвідоміших пісень групи (у 2005 році була перевидана і служила заголовною піснею до аніме «Trinity blood»). Слідом за ним виходить альбом «darker than darkness-style93-». При записі альбому музиканти пробували експериментувати з новими для них інструментами — клавішними та саксофоном. У тому ж році записується сингл «Die».
З 1994 року починається активна участь музикантів у сайд-проєктах. Наприкінці травня 1995-го BUCK-TICK записує сингл «Uta», а за ним виходить альбом «Six/Nine», ще психологічніший і концептуальніший, ніж попередній.
У 1996 році група випускає дев'ятий студійний альбом «Cosmos», в якому чітко чутно вплив кіберпанку. Колектив вирушає в тур, який довелося терміново перервати у зв'язку з хворобою вокаліста (Сакураї захворює перитонітом і група повертається в Токіо).
У 1997 році група переходить на лейбл Mercury/PolyGram. Музиканти грають скасовані в минулому році концерти. 10 грудня виходить десятий студійний альбом «Sexy Stream Liner», що продовжує жанр кіберпанку. Учасники змінюють свій зовнішній вигляд, з'являються фірмові татуювання та електронні деталі на костюмах. BUCK-TICK на концертах починає використовувати терменвокс.
В 1998 році вийшов сингл «Gessekai», стає заголовною піснею до аніме «Nightwalker: Midnight Detective». Завдяки буму популярності аніме та розвитку Інтернету, пісня представляє гурт численним шанувальникам у всьому світі.
У 1998-1999-х роках учасники, головним чином, зайняті в сайд-проєктах, що не заважає BUCK-TICK записати кілька синглів.

### Новий час (2000-ні роки)
У 2000 році група знову змінює лейбл і переходить на BMG/Funhouse. У цей період популярність групи зростає і за кордоном. Коли музиканти приїжджають в Корею, їх зустрічає несподівано велика кількість шанувальників. Пізніше, в 2001 році група бере участь у щорічному Soyo Rock Festival в Сеулі. 20 вересня 2000 року група після майже трирічної перерви випускає альбом «One Life, One Death» і проводить тур на його підтримку.
У 2001 році утворюється супергруппа «Schwein», де крім Сакураї та Імаї, беруть участь Реймонд Уоттс (Pig) і Саша Конецький (KMFDM).
У лютому 2002 року виходить альбом «Kyokutou I Love You» (яп. , англ. «Далекий Схід Я люблю Тебе»). Спочатку планувалося видати його подвійним альбомом з «Mona Lisa Overdrive», але, в підсумку, «Mona Lisa Overdrive» вийшов рівно через рік. Проте обидва альбоми являють собою єдине ціле, все також орієнтоване на кіберпанк (зокрема, «Mona Lisa Overdrive» — один із творів засновника стилю кіберпанк Вільяма Гібсона).
2004 рік проходить в сольних проєктах, хоча група і дає кілька великих концертів, зокрема два концерти в Йокогамі під назвою «Devil and Freud. Climax Together» (англ. «Диявол і Фрейд. Клімакс Разом»).
6 квітня 2005 року виходить новий альбом «13kai wa Gekkou» (яп. «13-й поверх у Місячному Світі»). На стилістику альбому дуже вплинула сольна творчість Сакураї, що тяжіє до готики. Нове звучання групи, на хвилі популярності visual kei і Gothic & Lolita, тільки додає BUCK-TICK шанувальників. Живі виступи стають драматичніше, театральніше, багато уваги приділяється декораціям і костюмам. У грудні виходить триб'ют ґрунту під назвою «Parade ~ Respective Tracks of BUCK-TICK ~».
У 2006 році група святкує своє 20-тиріччя і випускає сингл «Kagerou», який стає фінальної заставкою аніме ×××HOLiC.
У 2007 році BUCK-TICK випускає сингл «Rendezvous» і вирушає в триб'ют-тур з нагоди ювілею, який закінчується масштабним концертом в Йокогамі за участю всіх музикантів, які виконали пісні групи на триб'ют. Незабаром виходить альбом «Tenshi no Revolver» (яп. «Револьвер Ангела»), в якому група відмовляється від синтезаторів, трохи відходячи від канонів готики.
18 лютого 2009-го закінчується робота над альбомом «memento mori», що ознаменувалася черговим туром групи, з заключним концертом в Токіо. 13 жовтня 2010-го виходить вісімнадцятий за рахунком альбом, який отримав назву «Razzle Dazzle». З 15 жовтня група вирушає в тур на підтримку альбому.

### Останні часи (2010-2020-ті роки)
У зв'язку з землетрусом, що стався 11 березня в Японії було офіційно оголошено про скасування концертів туру «Utakata no RAZZLE DAZZLE» (яп. うたかた の RAZZLE DAZZLE), запланованих на 12-те, 21-ше, 26 березня, 2 і 3 квітня, а також виступів для членів офіційного фан-клуб у «FISH TANKer's ONLY 2011», запланованих на 13 і 20 березня.
Ацуші і Хісаші брали участь у благодійній програмі «SHOW YOUR HEART», організатором якої був японський музикант і актор Gackt, метою даної програми був збір коштів на підтримку постраждалих, перший етап пройшов з 13 по 31 березня, всі кошти зібрані в результаті були передані організації Японський Червоний Хрест.
15 березня у групи з'явився офіційний Twitter, також 15-го числа повідомили про перенесення дати релізу нового відео «TOUR 2010 go on the RAZZLE DAZZLE».
Імаї Хісаші взяв участь у художній виставці під назвою Otogibanashi no Sekai (яп. おとぎ話 の 世界, «Світ казок»), яка проходила з 26 березня по 10 квітня в галереї Yokohama Romankan (яп. 横滨 浪漫 馆). Три його малюнка — Hane (яп. 羽, «Крила»), Hana (яп. 花, «Квітка») і Inori (яп. 祈り, «Молитва») — були продані з аукціону, кошти від продажу були перераховані до фонду організації Японський Червоний Хрест.
6 квітня вийшло відео «TOUR 2010 go on the RAZZLE DAZZLE» (спочатку планувалося, що відео вийде 23 березня). У зв'язку з наближенням 25-ї річної річниці дебюту групи (21 вересня 2012 року) було створено спеціальний сайт, на якому ведеться відлік часу до цієї події. Також 21 жовтня 2011 року був створений оригінальний лейбл групи під назвою Lingua Sounda (яп. リンガ · サウンダ).
В 2014 році вийшов альбом Arui Wa Anarchy.
В 2016 році вийшов альбом アトム 未来派 No.9.
В 2018 році вийшов альбом No.0.
29 січня 2020 Buck-Tick випустили сингл «Datenshi» і свій третій триб'ют-альбом Parade III -Respective Tracks of Buck-Tick-. Був анонсований тур фан-клубом, але відкладений через пандемію COVID-19 у Японії. Ще один сингл «Moonlight Escape» вийшов 26 серпня.
Abracadabra, їх 22-й студійний альбом, вийшов 21 вересня і посів 3 місце в чарті Oricon. Учасники групи з'являються в аніме «Peach Booty G», показаному на заході «virtual reality/augmented reality» у телевежі Нагоя 6 листопада. У вересні 2021 року вони випустили свій 41-й сингл під назвою Go-Go BT Train, який досяг 5-го місця. Тривалий світовий тур було заплановано почати наприкінці жовтня, попри пандемію COVID-19, що тривала. Проте зрештою захід було скасовано після того, як лікарі порекомендували Імаї пройти подальшу реабілітацію після перелому лівої стегнової кістки, який він отримав у серпні.
У червні 2022 року група оголосила про свої плани на 35-ту річницю свого дебюту. 21 вересня вони випустили спеціальну концептуальну збірку із 5 дисків під назвою Catalogue The Best 35th Anniv. (з 80 піснями на дисках, названих на есперанто як Ribelo, Gotika, Elektrizo, Fantazio, Espero), який досяг восьмого місця у чарті Oricon. Вони також відіграли кілька масштабних концертів на Yokohama Arena під час світового туру на честь річниці, що завершився у грудні у Nippon Budokan.
У березні 2023 року вони випустили сингли «Taiyou to Ikaros» та «Mugen Loop», які увійшли до топ-10 чартів, а 12 квітня вийшов 23-й студійний альбом Izora. Він досяг 2-ї позиції в чарті Oricon і став їх першим альбомом із трійки найкращих у чарті гарячих альбомів Billboard Japan. За підтримки альбому відбувся світовий тур із більш ніж 20 концертами у 18 місцях, що завершився 17 та 18 вересня у музичному центрі Gunma у рідному місті гурту. Того ж місяця у кількох кінотеатрах по всій країні показали Parade, присвячений 35-річчю Fly Side та High Side, запис відео у прямому ефірі. Концертний тур було заплановано на період із жовтня по грудень.

### Смерть Ацуші Сакураї
19 жовтня 2023 року Ацуші Сакураї стало погано під час концерту в Zepp Yokohama в Канагаві, через що його доставили у лікарню, де і помер від крововиливу у мозок у віці 57 років. Новину про його смерть опублікували на сайті групи 24 жовтня 2023 року.
Buck-Tick оголосили про відміну всіх раніше запланованих виступів. Вони провели дводенний меморіальний захід на честь Сакураї під назвою The Ceremony -Atsushi Sakurai e- (яп. CEREMONY -櫻井敦へへ-) у Zepp Haneda 8 і 9 грудня. Група проведе виступ Buck-Tick Phenomenon-2023 у Nippon Budokan 29 грудня. Раніше вони планували провести концерт The Day in Question 2023 у тому самому місці, але скасували його через смерть Сакураї. Однак після обговорення між учасниками гурту та їх персоналом Buck-Tick вирішили перезапустити виступ під новою назвою.

## Сайд-проєкти та сольні роботи учасників

### Хошіно Хідехіко
Єдиною сольною роботою Хіде стала пісня «Jarring Voice», що увійшла до збірки «Dance 2 Noise 001» (21 жовтня 1991). Хіде написав для неї музику та слова, також це єдина пісня, в якій він виступає у ролі вокаліста.

### Сакураї Ацуші
Першою роботою Сакураї поза гуртом стала пісня, написана спільно з рок-групою з Нідерландів Clan of Xymox. Пісня «Yokan» (яп. титул, «Передчуття»), для якої Ацусі написав слова, а Ронні Морінгс (нідерл. Ronny Moorings) та Анка Волберт (нідерл. Anka Wolbert) написали музику і зробили аранжування, увійшла до збірки «Dance 2 Noise 002» (21 березня 1992).
2004 року, коли майже всі учасники Buck-Tick були зайняті своїми проєктами, Ацусі розпочав успішну сольну кар'єру. Він випустив три сингли та альбом «Ai no Wakusei» (яп. 愛の惑星, «Планета кохання»), до якого також увійшла реконструкція його першої сольної композиції «Yokan». У грудні було видано концертне відео «-EXPLOSION-Ai no Wakusei Live 2004». Крім того, цього ж року Ацусі дебютує як актор, виконавши головну роль у короткометражному фільмі «LONGINUS» (реж. Рюхей Кітамура), і випускає книгу своїх віршів під назвою «Yasou» (яп. 夜想, «Ноктюрн»).

### SCHAFT
Проєкт Імаї Хісасі та Макі Фудзі (яп. 藤井麻輝 Фудзіі Макі) (SOFT BALLET). 1991 року вони удвох написали пісню «Nicht Titel», яка увійшла до збірки «Dance 2 Noise 001». Пізніше до них приєднався Реймонд Воттс (PIG), і в такому складі вони записали студійний альбом Switchblade (21 вересня 1994), а потім альбом реміксів Switch Remix. Кавер-версія пісні Маріанни Фейтфулл «Broken English» у виконанні SCHAFT (вокал — Джуліанна Ріген (англ. Julianne Regan)) стала музичним супроводом до трейлера OVA Hellsing Ultimate. Також гурт випустив промосингл «Visual Cortex», концертне відео «Switchblade Visual Mix», і зняв відеокліп на композицію «Arbor vitate».

### Schwein
Інтернаціональна супергрупа, утворена в 2001 році, учасниками якої були Ацусі Сакураї, Хісасі Імаї, Реймонд Уоттс та Саша Конецько (KMFDM). Schwein записали два альбоми — Schweinstein (9 травня 2001) і альбом реміксів Son of Schweinstein (5 вересня 2001), а також промосингл Son of Schweinstein Sampler, що вийшов обмеженим тиражем на LP. У червні 2001 року вони проїхали з коротким туром «Schwein Fest» Японією, під час якого виконувались пісні Schwein, SCHAFT та Buck-Tick. Єдиним відео гурту став кліп на пісню You're my disease.

### Lucy
Проєкт Імаї Хісасі, Кіосі (KIYOSHI), справжнє ім'я Кіосі Хомма (яп.本間 清司 Хомма Кіосі) (ex. media youth, ex. hide with Spread Beaver, machine), заснований у 2004 році. 9-го червня гурт випустив свій перший альбом «Rockarollica», після чого вирушив у тур «Shout, Speed, Shake Your Rockarollica», а в листопаді 2004 року вийшло відео «Lucy Show ~Shout, Speed, Shake Your Rockarollica~». Потім Хісасі знову повернувся до роботи з Buck-Tick.
У 2006 році учасники Lucy знову возз'єднуються, записуючи спочатку сингл «Bullets -Shooting Super Star-» (29 березня 2006) і другий альбом «Rockarollica II» (26 квітня 2006), після чого вирушають в тур «Lucy Show 002», за результатами якого виходять два DVD «Lucy Show 002 Live at Studio Coast» та «Lucy Show 002 Live at Unit» (1 листопада 2006). Також гурт має два відеокліпи на пісні «Bullets —Shooting Super Star—» та «Double Big Bang».

### Wild Wise Apes
Спільний проєкт Хігуті Ютакі та Ацусі Окуно (яп. 奥野敦士 Окуно Ацусі) (ROGUE), також створений у 2004 році. Гурт випустив лише один альбом «3rd World» (14 липня 2004 — для членів FISH TANK; 28 липня), давши на його підтримку два концерти — у Токіо та Гуммі.

### Yagami Toll & The Blue Sky
У 2004 році барабанщик Buck-Tick також організує свій проєкт спільно з The Blue Sky та Optical Surfers, назвавши його Yagami Toll & The Blue Sky. Гурт випускає лише один альбом «1977/Blue Sky» (28 липня 2004), Толл виступає в ролі барабанщика та вокаліста. Цей альбом присвячений старшому брату Толла, який загинув у 1977 році, і сильно вплинув на його музичні уподобання та становлення як музиканта. Гурт не проводив жодних турів на підтримку альбому і не випустив жодного відео.

### dropz
Сайд-проєкт Хошіно Хідехіко, спільно з Келлі Алі (англ. Kelli Ali, справжнє ім'я Kelli Dayton) (ex. Sneaker Pimps) і Сіньїті Нагао (яп. 長尾伸一 Нагао Сіньїті), відомим як CUBE JUICE, заснований в 2005 році. Група випустила альбом Sweet Oblivion (4 квітня 2007), який можна було придбати окремо або в комплекті з альбомом реміксів. Музику до всіх пісень альбому написав Хіде, а слова Келлі Алі. Група не випускала відео, але має анімаційний кліп на композицію «To watch me Crawl».

## Склад
- Ацуші Сакурай (вокал)
- Хісаші Імай
- Ютака Хіґучі (барабан)
- Хідехіко Хошіно (гітара)
- Толл Яґамі (барабан)

### Колишні
- Аракі (вокал)

## Дискографія
| - Hurry Up Mode (1987) - Sexual XXXXX! (1987) - Seventh Heaven (1988) - Taboo (1989) - Aku no Hana (1990) - Kurutta Taiyou (1991) - Darker Than Darkness -Style 93- (1993) - Six/Nine (1995) - Cosmos (1996) - Sexy Stream Liner (1997) | - One Life, One Death (2000) - Kyokutou I Love You (2002) - Mona Lisa Overdrive (2003) - 13kai wa Gekkou (2005) - Tenshi no Revolver (2007) - Memento Mori (2009) - Razzle Dazzle (2010) - Yume Miru Uchuu (2012) - Arui wa Anarchy (2014) |